# Voorzichtig, niet stoten a.u.b.
Voorzichtig, niet stoten a.u.b. is een hoorspel van Gerrit Pleiter. De NCRV zond het uit op maandag 24 april 1967, met muzikale geluidsstructuren van Thera de Marez Oyens. De regisseur was Ab van Eyk. De uitzending duurde 74 minuten. De Westdeutscher Rundfunk zond dit hoorspel op 19 juni 1968 uit onder de titel Vorsicht, nicht stoßen bitte.

## Rolbezetting
- Ton Lensink (Wormgoor)
- Hans Karsenbarg (omroeper)
- Trudy Libosan (Dauwdropje)

## Inhoud
De sonograaf Wormgoor beweerde dat hij de klanken die niet voor mensen waarneembaar zijn toch kon vertalen. Humoristen en cursiefjesschrijvers trokken hier meer profijt van dan deskundigen. Die verklaarden hem ronduit voor krankzinnig. Insiders wisten evenwel te vertellen dat hij over een uniek geluidslaboratorium beschikte en een onvoorstelbaar aantal banden met zeer exclusieve geluiden had verzameld. Op een vroege morgen, zo luidt het psychiatrische verslag, werd Wormgoor in de tuin van zijn brandend huis aangetroffen, gewikkeld in honderden meters geluidsband. Deze band uit zijn nalatenschap is, zoals de psychiater vaststelt, niet alleen voor de psychiatrie van belang, maar  vormt in de eerste plaats een menselijk document…